# Cis flavonotatus
Cis flavonotatus es una especie de coleóptero de la familia Ciidae. El nombre científico de la especie fue publicado en 1956 por Maurice Pic.

## Distribución geográfica
Habita en Nueva Guinea.